# Społeczeństwo acefaliczne
Społeczeństwo acefaliczne (inaczej: społeczeństwo najprostsze, z jęz. ang. acephalous society; fr. societe acephale) – spójna grupa o znacznym rozproszeniu, nieposiadająca stałych ośrodków decyzyjnych. Najczęściej spotykane wśród społeczeństw małych, w których istnieje bezpośredni kontakt jednostki z pozostałymi członkami grupy. Społeczeństwo acefaliczne przeciwstawia się ludom, które wykształciły scentralizowaną władzę (zob. wodzostwo).
J. J. Honigmann wyodrębnił dwa podstawowe typy jednostek plemiennych o acefalicznej organizacji:
- proste plemiona acefaliczne – odznaczające się brakiem jednego, centralnego autorytetu, opierające swoją organizację na rozpoznawanych związkach pokrewieństwa
- segmentarne plemiona acefaliczne nie posiadające cech instytucji władzy i opierające się swój system na unilinarnych grupach krewniaczych: lineażach i rodach (ich system genealogiczny wykracza poza społeczność lokalną).

Poszczególne grupy są niezależne politycznie, posiadają własne terytorium i mogą też posiadać formalną organizację polityczną oraz łączyć się z innymi grupami dla własnych korzyści (tj. wojny). Bardzo często członkowie takich społeczności muszą wybierać między lojalnością wobec swojej grupy lokalnej lub oddalonych od nich członków grupy krewniaczej.
Obie grupy acefalicznych społeczeństw charakteryzują się wykształceniem niepolitycznych form sprawnego działania i kontroli społecznej. W dużej mierze opierają się one na związkach pokrewieństwa. Nie posiadają stałego ośrodka integrującego grupę, dlatego wielkość tych społeczeństw zmienia się od różnych okoliczności, a granice organizmów politycznych mają zmienny charakter. Pojawiają się one dopiero, kiedy społeczeństwo chce zjednoczyć się wobec zagrożenia z zewnątrz lub też w przypadku konfliktu wewnętrznego za pomocą arbitrażu.

## Porządek społeczny
Problem porządku społecznego jest rozwiązywany za pomocą stałej groźby, zemsty i odpowiedzialności grupy. W ten sposób możliwość odpłaty powoduje uzależnienie się od norm w ramach grupy krewniaczej lub społeczności lokalnej. Czasem w mniej ważnych sprawach sankcje i kary mogą ograniczać się do publicznego wyrażenia dezaprobaty słownej, która sprowadza się do jawnego okazania lekceważenia (np.: drwiny). Natomiast w sytuacjach ekstremalnych, grupa może doprowadzić do wykluczenia czy eliminacji danej osoby (np. kara śmierci). Wtedy na egzekutora kary wyznaczany zostaje często krewny winnego.
Bardzo ważna jest także nieformalna instytucja rozjemstwa, czyli droga mediacji pomiędzy skłóconymi stronami. Mediatorem zostaje osoba spokrewniona z obiema stronami konfliktu i prowadzi rozmowę tak, aby doszło do obustronnego porozumienia. W przypadku gdy mediacja nie jest w stanie zakończyć sporu, takie społeczeństwa posiadają środki zapobiegające zatargom – formy uregulowanej walki fizycznej lub „szermierki słownej” pod kontrolą reszty społeczeństwa (np. „śpiewy pojedynkowe” u Eskimosów).

## Działania zbiorowe
Wszystkie decyzje gospodarcze, polityczne lub prawne opierają się tu nie na stałym i określonym autorytecie, lecz na zgodnym stanowisku w jakiejś sprawie. W dyskusji każda jednostka danej społeczności występuje jako osoba równouprawniona, czasami jednak może zaznaczyć się dominacja starszyzny. Nie ma możliwości, aby władza skupiała się trwale w rękach jednostki lub grupy osób. Decyzyjność przemieszcza się w zależności od wymaganej sytuacji oraz czy dana jednostka lub grupa osób posiada jakieś zdolności wymagane w danej dziedzinie potrzebne do podjęcia końcowego orzeczenia (rzadko decyduje czynnik położenia ekonomicznego jednostki lub jej miejsce w strukturze krewniaczej).

## Społeczeństwo proste w XXI wieku
Do dziś na świecie występują społeczeństwa acefaliczne: m.in. w Afryce, Nowej Gwinei, Brazylii i Peru.
Przykładem takiego społeczeństwa m.in. jest lud Aka.